# Лоусон, Джордж
Джордж Лоусон (англ. George Lawson, 12 октября 1827 — 10 ноября 1895) — британский (шотландский) и канадский ботаник, педагог и государственный служащий.

## Биография
Джордж Лоусон родился 12 октября 1827 года.
Ещё в детские годы, живя в Данди, Шотландия, Лоусон проводил время около Kilmany, где его любовь к природе пустила корни; он развил привычку собирать образцы растений и пересаживать их дома в качестве объектов исследования. После получения частного образования он был отдан в учение поверенному в Данди, но он продолжал своё научное самообразование в Watt Institution Library.
Уже показав свои организаторские способности, которыми он будет характеризоваться в Канаде, в 1840-е годы Джордж распространил «Dundee Natural History Magazine», ежемесячный журнал для местных натуралистов, и помог основать Dundee Naturalists’ Association.
В 1848 году Лоусон поступил в Эдинбургский университет, чтобы стать учителем; в течение следующего десятилетия он изучал естественные и физические науки в Эдинбурге и участвовал в местных научных организациях. Лоусон был помощником секретаря и куратора Ботанического общества Эдинбурга и помощником библиотекаря Королевского общества Эдинбурга, где он составил образцовый каталог библиотеки. Его участие в обоих Caledonian Horticultural и Scottish Arboricultural societies также послужило подготовкой для выполнения подобных ролей в Канаде.
Лоусон работал демонстратором в лаборатории Джона Хаттона Бальфура — профессора ботаники, декана медицинского факультета Эдинбургского университета и хранителя Королевского ботанического сада Эдинбурга. В 1858 году до Джорджа дошла весть, что в Университете Куинс в Кингстоне в Верхней Канаде требуется профессор химии и естественной истории; по настоятельной рекомендации Бальфура совет попечителей Куинса был рад назначить его. В Куинсе Лоусон нёл большую преподавательскую нагрузку в естественной истории и химии; помимо этого, он создал химическую и ботаническую лабораторию с микроскопами, чтобы передать преимущества своего собственного современного обучения в области экспериментов и наблюдений. Он также надеялся способствовать общественному интересу к науке в Канаде; вскоре после своего прибытия он обратился к местной сельскохозяйственной выставке в Кингстоне и в 1859 году выступил курс общественных лекций в институте механики. Наиболее существенным вкладом Лоусона в организацию канадской ботаники было основание Ботанического общества Канады в декабре 1860 года.
В октябре 1863 года Джордж Лоусон уволился из Куинса; он оставил Кингстон и отправился в Галифакс, где 3 октября был назначен профессором химии и минералогии в недавно реорганизованном Университете Дэлхоузи. В Дэлхоузи Лоусон включил лабораторную работу в основные предметы, которые он преподавал; его курс по ботанике включал регулярные полевые экскурсии. Лоусон также читал лекции в Halifax Medical College и в 1877 году помог организовать Технологический Институт Галифакса, давая вечерние курсы по химии для работников химической промышленности.
Джордж Лоусон был одним из членов Королевского общества Канады и в 1887—1888 годах был его президентом. Лоусон также был членом или членом-корреспондентом ряда научных обществ в Великобритании и Европе, в том числе Королевского садоводческого общества в Лондоне.
Джордж Лоусон умер 10 ноября 1895 года.

## Научная деятельность
Джордж Лоусон специализировался на окаменелостях, папоротниковидных и на семенных растениях.